# The King
The King é o segundo álbum da banda escocesa de rock alternativo Teenage Fanclub, lançado em agosto de 1991 pelo selo Creation Records no Reino Unido, e pelo selo Matador, nos Estados Unidos. O disco esteve em catálogo por apenas um dia.

## História
Em 1991, após terem gravado o álbum Bandwagonesque, algumas horas suplementares de estúdio, já pagas, ainda estavam disponíveis para serem gastas pela banda. Estimulados pelo produtor musical Don Fleming, os escoceses registraram inúmeros temas instrumentais improvisados, ruidosos esboços de idéias musicais e versões covers de Madonna e Pink Floyd.
Como o grupo havia assinado um contrato com a grande gravadora Geffen Records, pelo qual lançariam o disco Bandwagonesque (trabalho "principal" que originou as sobras de estudo em questão) era preciso se liberar da obrigação contratual de um disco a ser lançado em território americano antes do final do seu acordo com o selo Matador. Com isso o grupo entregou ao selo estas sobras de estúdio: 9 números que serviriam como o disco de inéditas, que a banda considerava como um "tributo pesado à Elvis".
Entretanto, Gerard Cosloy, chefe da Matador records, não gostou nem um pouco do resultado, não tendo ao menos o considerado como um disco "sério" e exigiu o pagamento de uma multa por quebra contratual antes de liberar a banda. Como resultado, o álbum permaneceu em catálogo por apenas um dia. O disco teve uma edição limitada no Reino Unido, tendo sido o primeiro lançamento do quarteto pela Creation, e tornou-se item de colecionador.

## Faixas
| No. | Título                                   | Autor                       |
| --- | ---------------------------------------- | --------------------------- |
| 1.  | "Heavy Metal 6"                          |                             |
| 2.  | "Mudhoney"                               |                             |
| 3.  | "Interstellar Overdrive" (Pink Floyd)    | Barrett/Waters/Wright/Mason |
| 4.  | "Robot Love"                             |                             |
| 5.  | "Like a Virgin" (Madonna)                | Kelly/Steinberg             |
| 6.  | "The King"                               |                             |
| 7.  | "Opal Inquest"                           | Chisholm/Teenage Fanclub    |
| 8.  | "The Ballad of Bow Evil (Slow And Fast)" |                             |
| 9.  | "Heavy Metal 9"                          |                             |

## Créditos
- Norman Blake - Vocal, Guitarras
- Gerard Love - Vocal, baixo
- Raymond McGinley -  Vocal, Guitarras
- Brendan O'Hare - Bateria